# Розпуск релігійних орденів у Португалії
Ро́зпуск релігі́йних ордені́в у Португа́лії (порт. Extinção das ordens religiosas) — указ португальського короля Педру IV від 28 травня 1834 року. Згідно з документом у Португалії та колоніях було розпущено регулярні чернечі ордени Католицької Церкви, а також націоналізовано їхнє майно. Указ був прийнятий внаслідок перемоги антиклерикальної партії у громадянській війні, так званих Ліберальних війнах 1828—1834 років. До цього, під впливом антихристиянських ідей Просвітництва, в Португалії двічі заборонялася діяльність єзуїтів: розпорядженням голови уряду Себаштіана де Карвалю (3 вересня 1759) і наказом принца-регента Жуана (1 квітня 1815). Після Ліберальної революції 1820 року і прийняття Конституції були накладені обмеження на прийом новачків у монастирі. 
В ході громадянської війни король Мігел, лідер абсолютистів, дозволив єзуїтам повернутися в Португалію (1829) й передав їм Колегію мистецтв у Коїмбрі (1833). Водночас, його опонент король Педру IV, лідер лібералів, заборонив діяльність усіх релігійних орденів на території, первісно на Азорах, що були підконтрольні його уряду (17 травня 1832). 
Після перемоги лібералів, зафіксованій у Еворамонтеській конвенції, міністр юстиції і масон Йоакім Антоніу де Агіар написав проект королівського указу про розпуск релігійних орденів. 28 травня 1834 року його підписав Педро IV, а 30 травня опублікувала преса. Згідно з указом усі чоловічі та жіночі монастирі, колегії, шпиталі та інші заклади, що належали регулярним орденам Католицької церкви на теренах Португалії та її колоній ліквідовувалися (Стаття 1). Держава проводила секуляризацію і націоналізацію майна цих закладів (Стаття 2). Сакральний інвентар передавався парафіяльним церквам діоцезій (Стаття 3). 
Таким чином новий уряд намагався підірвати політично-суспільний вплив португальського духовенства. Указ призвів до розпуску чоловічих чернечих орденів у Португалії. Діяльність жіночих орденів дозволили тимчасово, але 1862 року заборонили приймати нових членів і, тим самим, прирекли на поступове вимирання. Внаслідок заборони було націоналізовано близько 500 монастирів та орденських закладів, частина з яких була шедеврами португальської архітектури. Більшість орденських споруд зруйнувалися в наступні роки через урядовий недогляд. Указ завдав великого удару по релігійній та цивілізаційній місії португальців у колоніях, що від XVI століття трималася на ченцях різних орденів, переважно єзуїтів.